# Cyclestheria hislopi
Cyclestheria hislopi är en kräftdjursart som först beskrevs av Baird 1859.  Cyclestheria hislopi ingår i släktet Cyclestheria och familjen Cyclestheriidae. Inga underarter finns listade i Catalogue of Life.